# Pozemní hokej na Letních olympijských hrách 1928
Pozemní hokej na LOH 1928 v Amsterdamu zahrnoval pouze turnaj mužů. Všechny zápasy tohoto turnaje se odehrály ve dnech 17. až 26. května 1928. Turnaje se původně mělo zúčastnit 10 mužstev, která byla rozdělena do 2 pětičlenných skupin, ve kterých se hrálo způsobem jeden zápas každý s každým a poté týmy na 1. místech ve skupině hrály proti sobě finále a týmy na 2. místech ve skupině hrály proti sobě zápas o 3. místo. Do dějiště LOH, ale nepřicestovala výprava pozemních hokejistů z Československa a tak se turnaj odehrál pouze s 9 týmy.

## Turnaj mužů
| Zlato   | Indie (IND)      |
| Stříbro | Nizozemsko (NED) |
| Bronz   | Německo (GER)    |

## Základní skupiny

### Skupina A

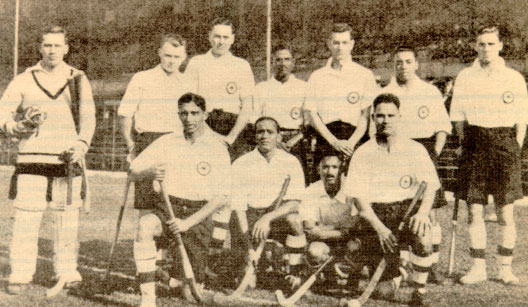
Pozdější olympijští vítězové z Britské Indie před svým prvním zápasem na turnaji proti Rakousku

- 17. května
- Švýcarsko - Dánsko 1:2
- Britská Indie - Rakousko 6:0
- 18. května
- Dánsko - Rakousko 3:1
- Britská Indie - Belgie 9:0
- 20. května
- Švýcarsko - Belgie 0:3
- Britská Indie - Dánsko 5:0
- 22. května
- Belgie - Rakousko 4:0
- Britská Indie - Švýcarsko 6:0
- 24. května
- Dánsko - Belgie 0:1
- Švýcarsko - Rakousko 1:0

| Poř. | Tým           | Z | V | R | P | VG | OG | B |
| ---- | ------------- | - | - | - | - | -- | -- | - |
| 1.   | Britská Indie | 4 | 4 | 0 | 0 | 26 | 0  | 8 |
| 2.   | Belgie        | 4 | 3 | 0 | 1 | 8  | 9  | 6 |
| 3.   | Dánsko        | 4 | 2 | 0 | 2 | 5  | 8  | 4 |
| 4.   | Švýcarsko     | 4 | 1 | 0 | 3 | 2  | 11 | 2 |
| 5.   | Rakousko      | 4 | 0 | 0 | 4 | 1  | 14 | 0 |

### Skupina B
- 17. května
- Německo - Španělsko 5:1
- Nizozemsko - Francie 5:0
- 19. května
- Nizozemsko - Německo 2:1
- Francie - Španělsko 2:1
- 22. května
- Německo - Francie 2:0
- 23. května
- Nizozemsko - Španělsko 1:1

| Poř. | Tým            | Z | V | R | P | VG | OG | B |
| ---- | -------------- | - | - | - | - | -- | -- | - |
| 1.   | Nizozemsko     | 3 | 2 | 1 | 0 | 8  | 2  | 5 |
| 2.   | Německo        | 3 | 2 | 0 | 1 | 8  | 3  | 4 |
| 3.   | Francie        | 3 | 1 | 0 | 2 | 2  | 8  | 2 |
| 4.   | Španělsko      | 3 | 0 | 1 | 2 | 3  | 8  | 1 |
| 5.   | Československo | 0 | 0 | 0 | 0 | 0  | 0  | 0 |

## Zápasy o medaile

### Zápas o 3. místo
- 26. května
- Belgie - Německo 0:3

### Finále
- 26. května
- Britská Indie - Nizozemsko 3:0

## Medailisté
| Zlato | Stříbro | Bronz |
| --- | --- | --- |
| Indie (Britská Indie) | Nizozemsko | Německo |
| Richard Allen Dhyan Chand Maurice Gateley William Goodsir-Cullen Leslie Hammond Feroze Khan George Marthins Rex Norris Broome Pinniger Michael Rocque Frederic Seaman Ali Shaukat Jaipal Singh Sayed Yusuf | Jan Ankerman Jan Brand Rein de Waal Emile Duson Gerrit Jannink Adriaan Katte August Kop Ab Tresling Paul van de Rovaart Robert van der Veen Haas Visser 't Hooft | Georg Brunner Werner Proft Heinz Wöltje Heinz Förstendorf Theodor Haag Erich Zander Herbert Müller Bruno Boche Friedrich Horn Herbert Hobein Herbert Kemmer Werner Freyberg Erwin Franzkowiak Hans Haußmann Kurt Haverbeck Aribert Heymann Karl-Heinz Irmer Gerd Strantzen Rolf Wollner |